# Sculptaria fumarium
Sculptaria fumarium is een slakkensoort uit de familie van de Sculptariidae. De wetenschappelijke naam van de soort is voor het eerst geldig gepubliceerd in 2003 door Bruggen & Rolán.